# عبور الجسر: صوت إسطنبول
عبور الجسر: صوت إسطنبول هو فيلم من نوع موسيقي ووثائقي أُصدر في 2005. الفيلم من إخراج وسيناريو فاتح اكين.

## القصة
تقع أحداث الفيلم في إسطنبول.

## طاقم التمثيل
- دومان [الإنجليزية]‏
- أورهان كنجباي
- Mercan Dede [الإنجليزية]‏
- اركين كوراي
- Ceza [الإنجليزية]‏
- Brenna MacCrimmon  [لغات أخرى]‏
- سيزين آكسو
- أينور دوغان
- Ayben  [لغات أخرى]‏
- مزين سنار
- تعابير المشرق  [لغات أخرى]‏
- Selim Sesler [الإنجليزية]‏
- الكسندر هاكس
- Replikas [الإنجليزية]‏
- بابا زولا [الإنجليزية]‏

## وصلات خارجية
- عبور الجسر: صوت إسطنبول على موقع IMDb (الإنجليزية)
- عبور الجسر: صوت إسطنبول على موقع ميتاكريتيك (الإنجليزية)
- عبور الجسر: صوت إسطنبول على موقع نتفليكس (الإنجليزية)
- عبور الجسر: صوت إسطنبول على موقع قاعدة بيانات الأفلام العربية
- عبور الجسر: صوت إسطنبول على موقع ألو سيني (الفرنسية)
- عبور الجسر: صوت إسطنبول على موقع Turner Classic Movies (الإنجليزية)
- عبور الجسر: صوت إسطنبول على موقع أول موفي (الإنجليزية)
- عبور الجسر: صوت إسطنبول على موقع بوكس أوفيس موجو (الإنجليزية)
- عبور الجسر: صوت إسطنبول على موقع فيلمافينيتي (الإسبانية)
- عبور الجسر: صوت إسطنبول على موقع قاعدة بيانات الأفلام السويدية (السويدية)